# Systasis halimodendronis
Systasis halimodendronis är en stekelart som beskrevs av Dzhanokmen 1996. Systasis halimodendronis ingår i släktet Systasis och familjen puppglanssteklar.
Artens utbredningsområde är Kazakstan. Inga underarter finns listade i Catalogue of Life.